# Un mundo una esperanza
Un mundo una esperanza es un álbum musical mexicano producido por Arturo Villegas para la Fundación Mexicana para la Lucha Contra el Sida entre los años de 1995 y 1998 y publicado en 1998 bajo el sello Dendé records, siendo censurado por algunos medios de comunicación y empresas.

## Orígenes
Tomó su nombre del título de la campaña mundial de ONUSIDA de 1996 y formaba parte de una campaña en medios masivos de comunicación sobre prevención y conciencia sobre la pandemia del VIH/sida que incluía videoclips, anuncios de radio, televisión, anuncios espectaculares, carteles y tarjetas postales.
El álbum reúne 14 temas musicales inéditos que ofrecen la impresión que tenía en esa época sobre el VIH y e sida de 14 artistas de diversos géneros como lo son: Alejandra Guzmán, Tania Libertad, Eugenia León, María De Sol, Betsy Pecanins, Stephanie Salas, Real De 14, Santa Sabina y La Bola, Jorge Fratta, Los Yerberos, Kazz, Juan Lino, la Creatura y Látigo, los costos de producción fueron cubiertos sobre la base de donativos y apoyos de los propios músicos, estudios de grabación, productores musicales, entre otros integrantes.

## Planteamiento
Le fue solicitado a cada participante un tema inédito que reflejara su impresión sobre el fenómeno del sida y de qué forma, si era el caso, había afectado sus propias vidas, las letras no eran revisadas, simplemente eran aceptadas o rechazadas bajo el criterio de los parámetros de la campaña; una vez aceptado, se procedió a la producción musical según los requerimientos solicitados por el participante; los gastos generados fueron cubiertos sobre la base de donativos, tanto en efectivo como en especie (horas de estudio, participación de músicos, arreglistas, etc.), el trabajo gráfico fue donado por Fractal Graphics y la masterización po Estudio 14.

## Temas
| Título                | Intérprete             | Productor Musical                                  |
| --------------------- | ---------------------- | -------------------------------------------------- |
| Vive una Vez          | Alejandra Guzmán       | Luis Enrique Guzmán                                |
| Rap-sida              | Kazz                   | Kazz y las gallinas psicodélicas                   |
| Tiempo                | La Creatura            | La Creatura                                        |
| Sexo al fuego         | Stephanie Salas        | Pablo Valero                                       |
| Morir Iigual          | Jorge Fratta           | Jorge Fratta                                       |
| El príncipe del látex | Santa Sabina y la Bola | Santa Sabina y la Bola                             |
| Sangre                | Los yerberos           | Los Yerberos                                       |
| Estoy vivo            | Látigo                 | Víctor reza                                        |
| Tantas cosas          | Eugenia León           | Annete Fradera                                     |
| La noche del cuerpo   | Betsy Pecanins         | Betsy Pecanins y Dimitri Dudin                     |
| Síndrome de amor      | Tania Libertad         | Gerardo Bátiz                                      |
| Amigo Manuel          | María del Sol          | María del Sol                                      |
| Pétalos de ángel      | Real de 14             | Carlos Ealraven                                    |
| Buscando una solución | Juan Lino              | Juan Lino, Alejandro Himmelbauer y Julio Revueltas |

## Videoclips
El proyecto incluye 4 Videos musicales promocionales: Síndrome de Amor, Tania Libertad, dirigido por Angélica Rodríguez (1998), Rap-sida, Kazz, Dirigido por Janitzio Carranza (1998), El príncipe del Látex, Santa Sabina, dirigido por Manolo Cañete y Vive una vez, Alejandra Guzmán, dirigido por Ángel Flores.

## Censura
Aunque existían pláticas con el sello BMG para la publicación del proyecto, ante la negativa de la cadena radiodifusora mexicana RASA a difundirlo debido a que contenía palabras que consideraban altisonantes y, según un texto dirigido a Arturo Villegas por José Luis Laris "(el disco) atenta contra los principios de buenas costumbres" el sello disquero se negó a publicarlo, de esta forma ninguna otra empresa musical grande se animó a hacerlo, ante tal hecho, Tania Libertad ofreció su propio sello Dendé récords y donó la impresión de 3,000 copias, por lo que el proyecto pudo ser publicado, aunque con un tiraje mucho más modesto que los proyectados.
Una vez impresas las copias, la propia fundación hizo la distribución. La cadena de tiendas Sanborns se negó a venderlo aduciendo que el la portada aparecía la foto de un condón, después de la presión de algunos periódicos, la empresa dio marcha atrás y admitió el disco para su venta.

## Críticas
El disco recibió buenas críticas al momento de su salida al mercado y contó con el apoyo de diversos periodistas durante el proceso de la censura.